# 文本批评
文本鑑別（英語：Textual criticism），又称文本批判、低等批评，是文本考证的一种，是对文稿文本错误的确定和勘误，古代文献采用手抄形式导致在传抄过程中会出现错误，即使是猶太教中對抄寫正確性有非常嚴格要求的《妥拉》也是如此。在已有传抄本的情况下，文本考证试图尽可能重建原始文本的原貌。文本考证的最终目的是产生出尽可能接近原文的“考证版本”。

## 其他圣经批判种类
- 來源批判 (聖經)（英语：Source criticism (biblical studies)）
- 形式批判
- 校订批判
- 社会-历史批判
- 修辞批判
- 叙事批判